# Architektura gotycka w Niemczech

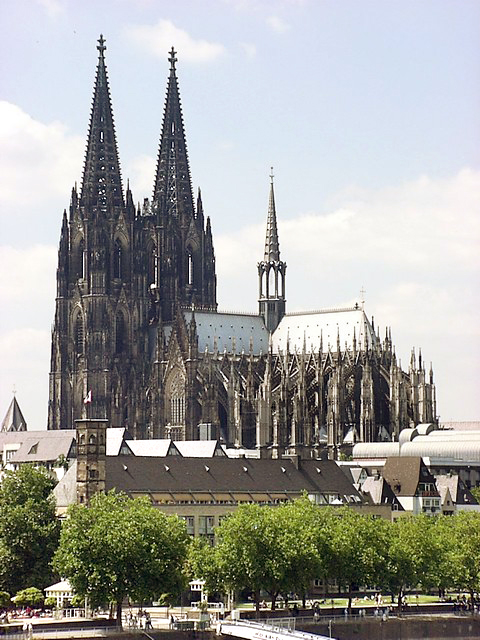
Niemiecki gotyk: Katedra św. Piotra w Kolonii

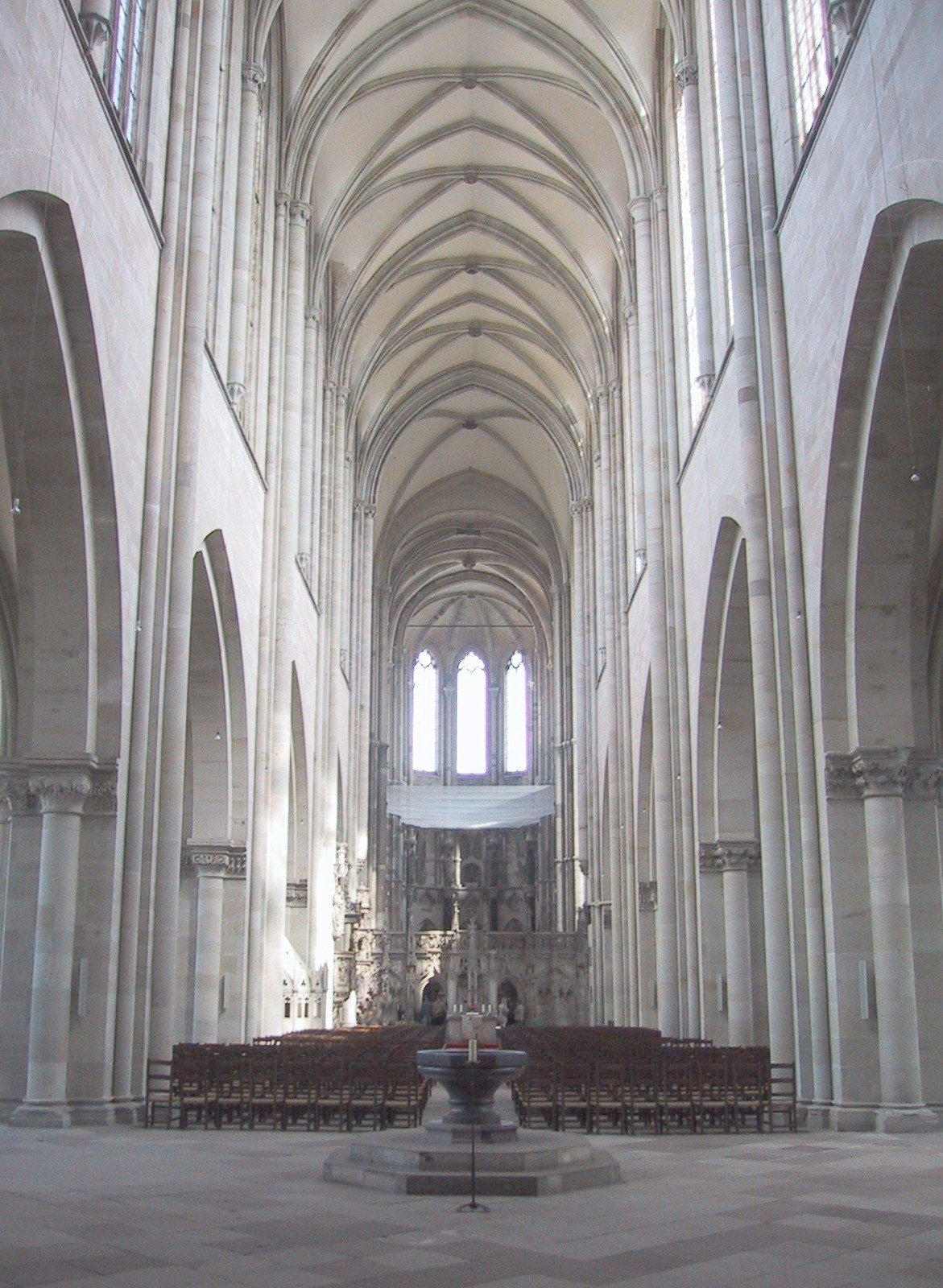
Niemiecki wczesny gotyk: kościół św. Maurycego i św. Katarzyny w Magdeburgu

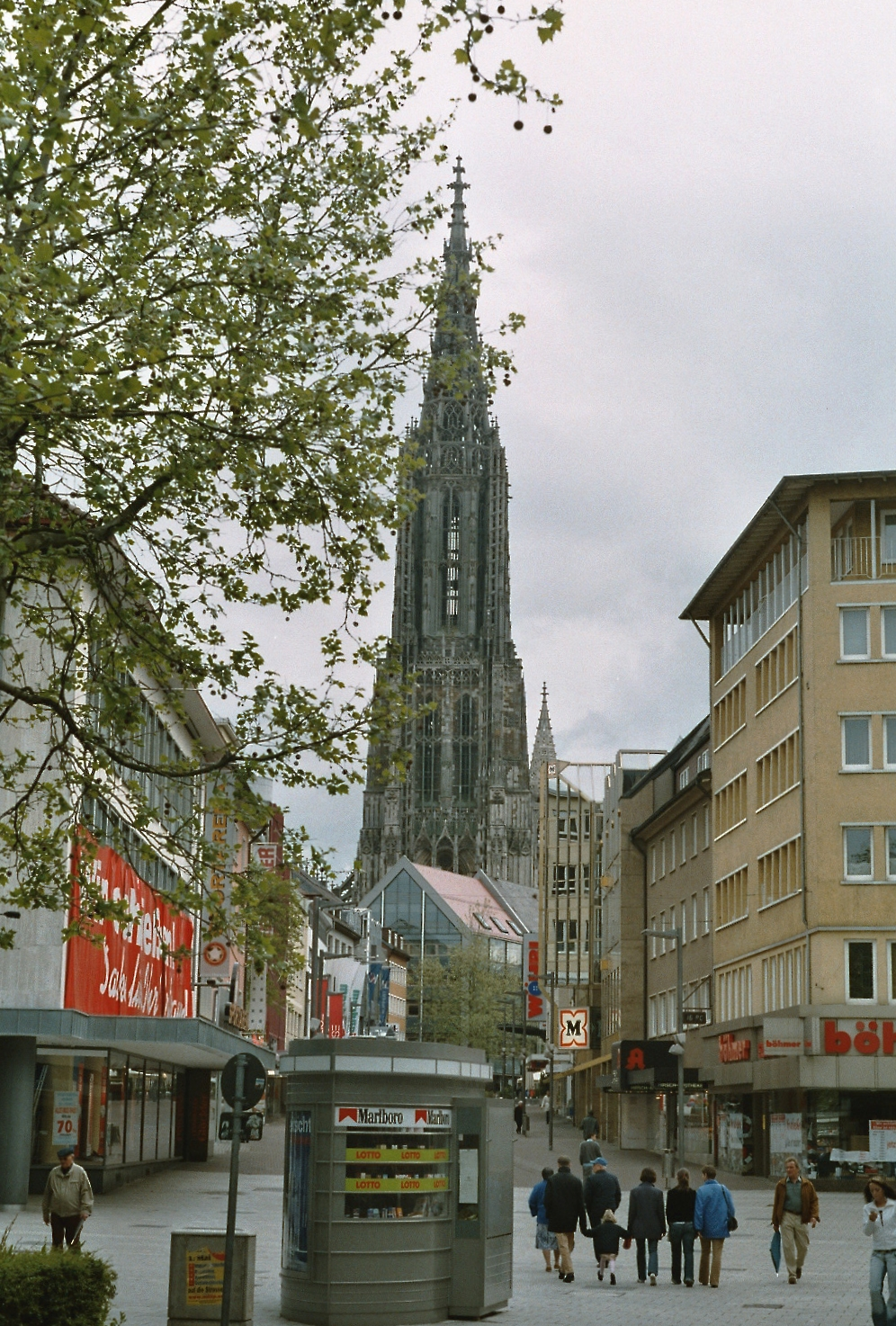
Niemiecki gotyk katedralny: kościół w Ulm

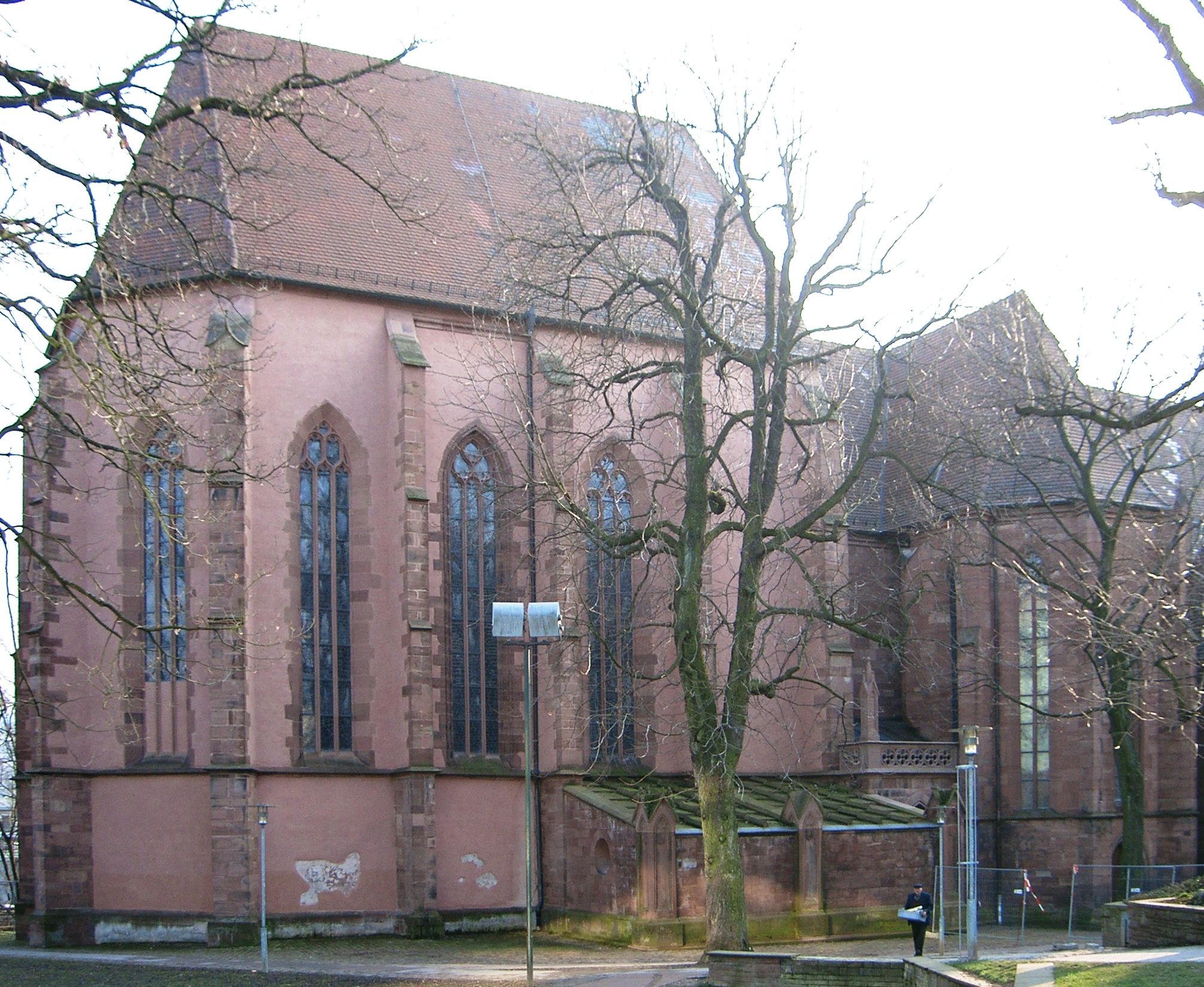
Gotycki chór kościoła św. Michała w Pforzheim

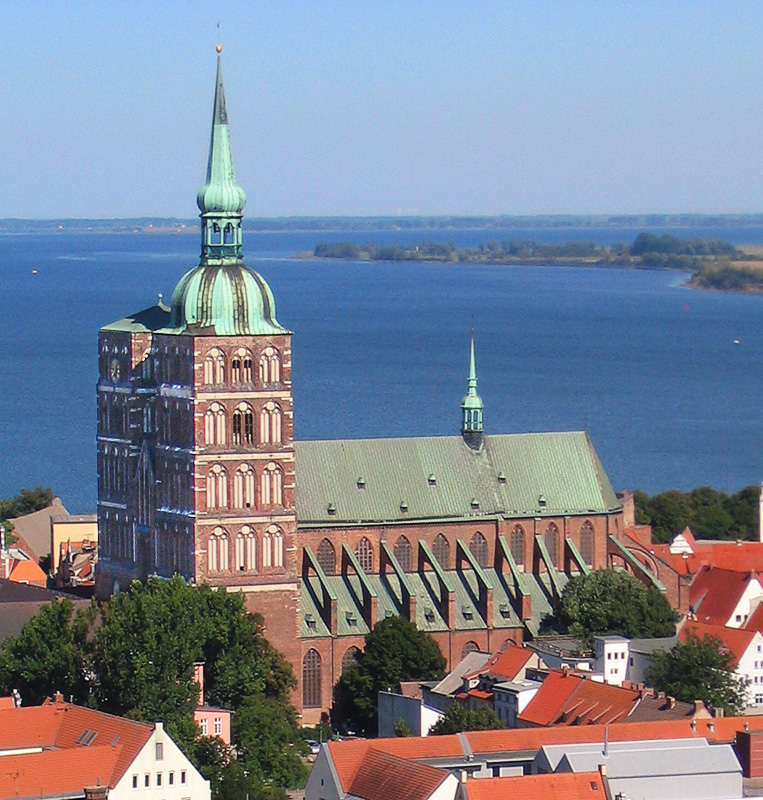
Gotyk redukcyjny: kościół św. Mikołaja w Stralsundzie

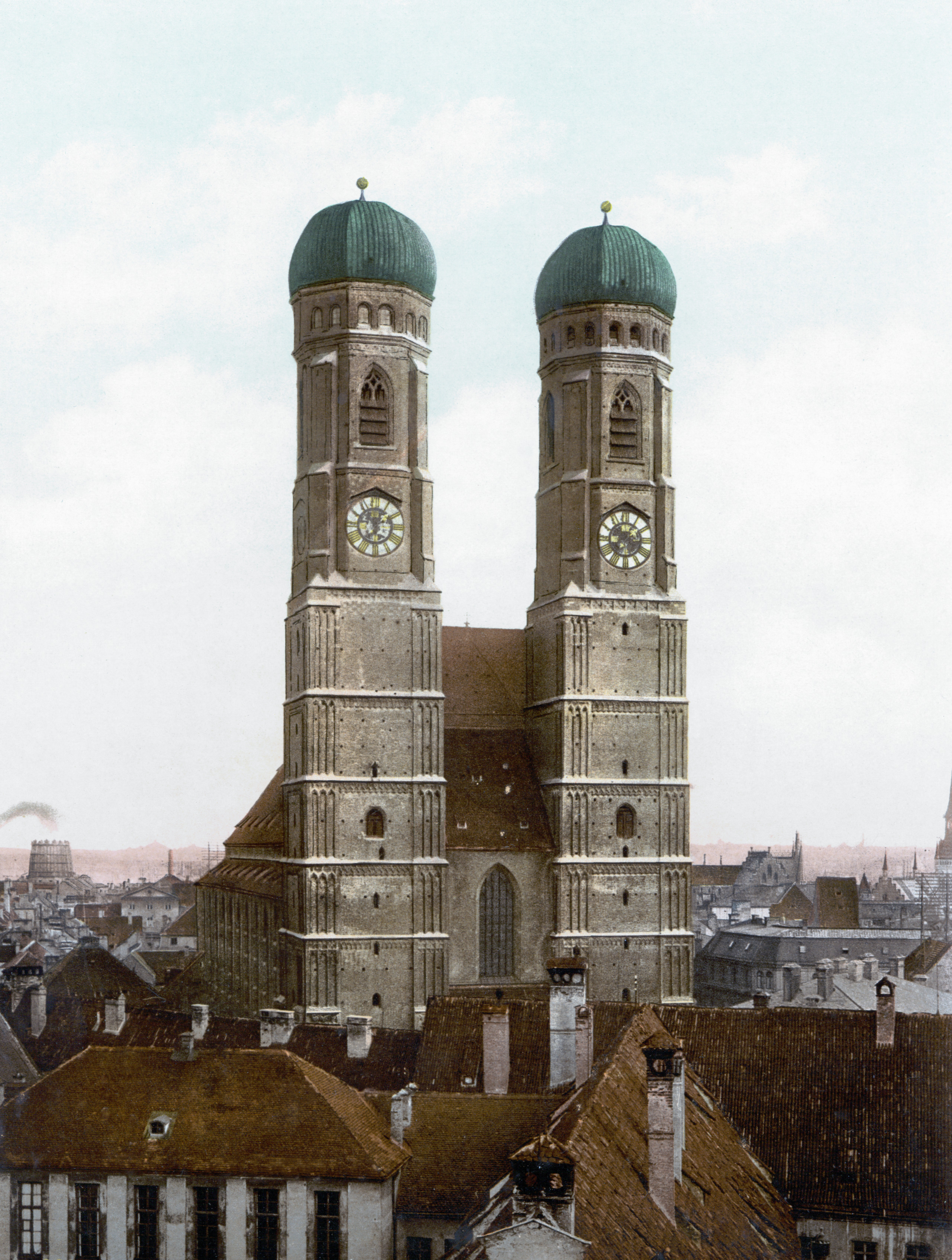
Gotyk redukcyjny: kościół NMP w Monachium

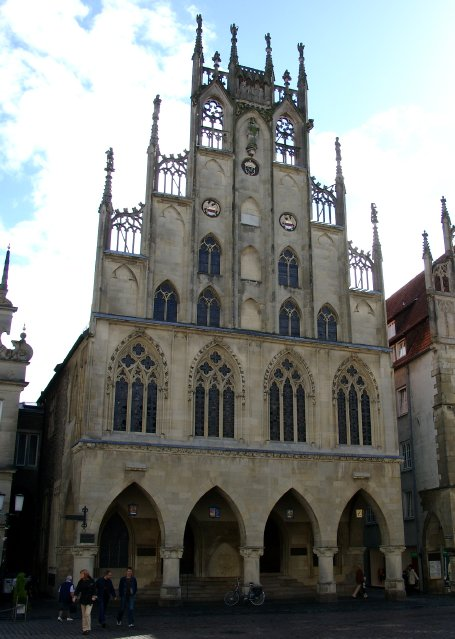
Ratusz w Münster

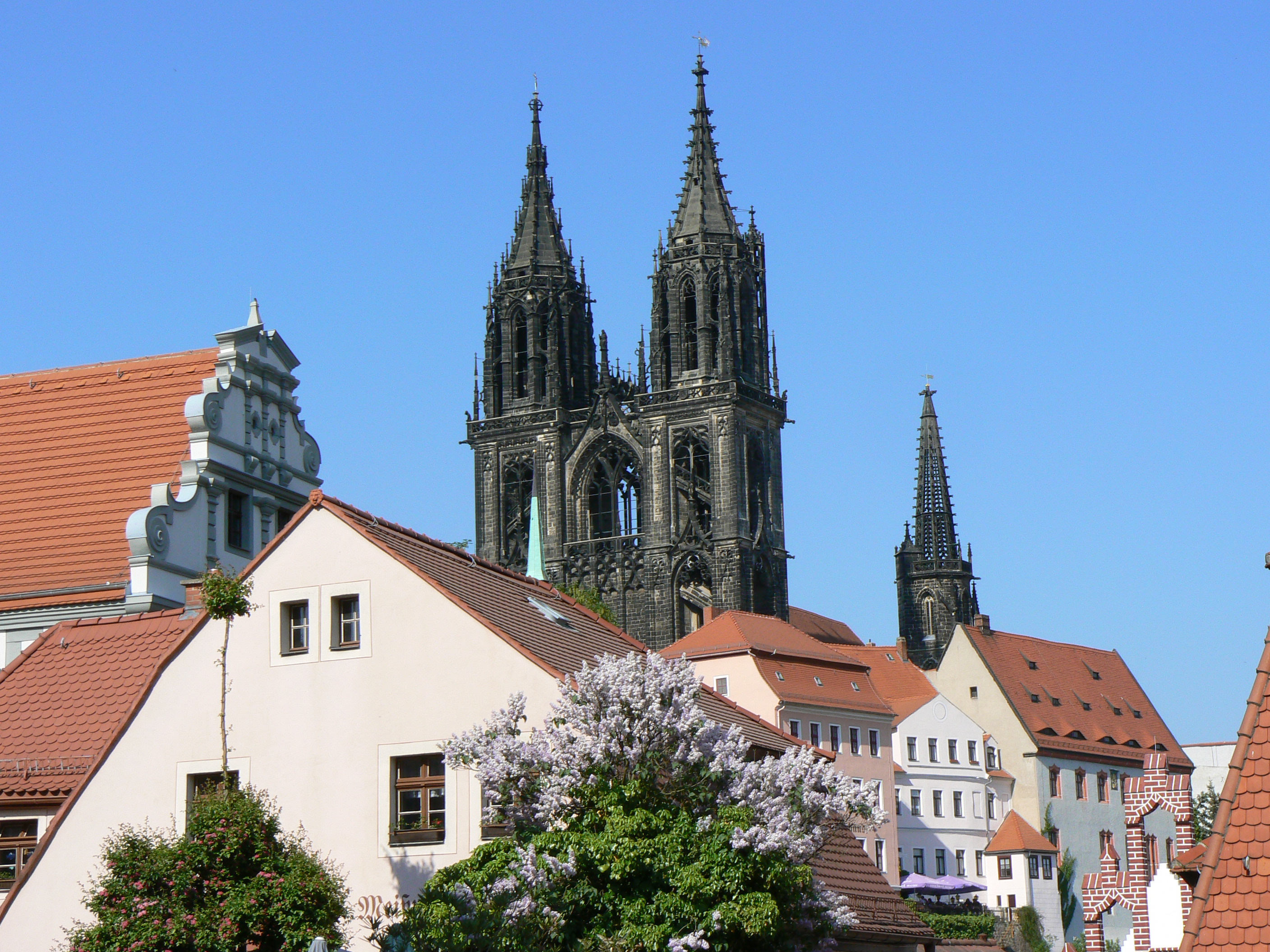
Katedra św. Jana i św. Donata w Miśni

## Historia

### Architektura sakralna
W połowie XIII wieku na tereny Niemiec z Francji dociera ukształtowana tam architektura gotycka. Pierwszymi budowlami gotyckimi w Niemczech są zrealizowane przez budowniczych francuskich z Île-de-France i Szampanii kościoły w Trewirze (ok. 1230) i Marburgu, Magdeburgu oraz prezbiterium katedry w Kolonii (po 1248), którego plan przypomina rozwiązanie zastosowane w katedrze w Amiens. Wokół prezbiterium powstał obejście wraz z wieńcem kaplic. Przyjęte z Francji rozwiązania konstrukcyjno-architektoniczne powodują odejście od wcześniejszych, romańskich form kościołów z dwoma chórami (muzycznym i kapłańskim), podwójnymi transeptami, bocznymi portalami. W kolejnych dziesięcioleciach, stopniowo, budowniczowie niemieccy odchodzą od wzorów francuskich. Gotyk niemiecki, w zależności od obszaru wykazuje nieco odmienne cechy. Na północnych terenach, uboższych w surowce kamienne, przeważają na ogół niewielkie ceglane kościoły halowe. Spotykane są także kościoły budowane z kamienia w układzie jedno- i trójnawowych hal. Na terenach południowych częściej można spotkać budowle z kamienia w układzie bazyliki.
Ukształtowane na terenie Niemiec budowle kościelne cechują się dość znacznymi uproszczeniami – z czasem zanika nawa poprzeczna oraz obejście z wieńcem kaplic. Znacznie skrócone są prezbiteria, bezpośrednio do których dobudowywane są trzy albo jedna kaplica. Umieszcza się je w wielobocznych (zazwyczaj na planie połowy dziesięcioboku lub dwunastoboku) absydach, których wysokość zbliżona jest do wysokości naw bocznych. Zmniejszeniu ulegają okna, a nawy, zwłaszcza w kościołach zakonów dominikańskich i franciszkańskich, nie zawsze otrzymują sklepienia. Najbardziej widoczną cechą charakterystyczną brył kościołów są strzeliste wieże. Swoją smukłość zawdzięczają nie tylko proporcjom, ale także architektonicznej dekoracji podkreślającej ich wertykalizm a ażurowym hełmom wykonywanym z kamienia.
Rzeźbiarskie dekoracje w okresie trwania gotyku także przeszły ewolucję stopniowo odchodząc od wzorów romańskich, poprzez zastosowanie rozwiązań inspirowanych szkołą francuską do wyraźnych związków ze sztuką niderlandzką w północnej części kraju oraz poddania się nurtom mistycznym na południu ("Piękne Madonny") w okresie późnego gotyku. Najistotniejsza cechą rzeźby niemieckiej jest jej znaczny realizm. Zastosowane w architekturze rzeźby, np. jako ozdoba portali, w okresie wczesnogotyckim (Magdeburg, Bamberg, Naumburg (Saale)) cechuje jeszcze romański układ postaci i ich gestów. W okresie późniejszym rzeźby stają się bardziej realistyczne, komponowane są w sposób uporządkowany – w grupach postaci rozmieszczonych w poziomych, rozdzielonych pasach (np. katedry w Kolonii, Ratyzbonie). W połowie XIV wieku elementy rzeźbiarskie i architektoniczne zaczynają przenikać się tworząc plastyczną dekorację (np. kruchta kościoła NMP w Norymberdze).

### Architektura świecka
Wśród budowli świeckich najbardziej reprezentacyjny charakter miały ratusze budowane w bogatych miastach. Z czasem zmianom uległ ich program funkcjonalny – parter zajęły karczmy lub sale zebrań, zamiast kramów kupieckich, które przeniesiono do osobnych hal.
Kamienice mieszczan to najczęściej budowle kilkukondygnacyjne ze szczytami zwróconymi w kierunku ulicy i niewielkiego podwórka. Na parterze, oprócz bramy przejazdowej, lokalizowano warsztaty i kramy. Wyżej znajdowały się przeważnie dwie izby – od ulicy zajmowana przez właściciela, pozostali domownicy mieli izby w najwyższej części kamienic. Kamienice w dolnej części budowano zazwyczaj z kamienia, część górna była realizowana w konstrukcji ryglowej. Poszczególne elementy konstrukcyjne często układano w ozdobny ornament. Kolejne kondygnacje zazwyczaj wysuwano z lica ściany tak, aby powiększyć powierzchnię mieszkalną. Klatki schodowe, cylindryczne lub na planie wieloboku z kręconymi schodami lokowano najczęściej od strony podwórza. Cechą charakterystyczną zachowanych w Norymberdze kamienic są niewielkie wykusze, w których początkowo mieściło się zakończenie domowych kaplic.
Okres gotyku to także budownictwo obronne. Miasta otaczano murami zwieńczonymi blankami. Do miasta prowadziły warowne bramy, z których wiele zachowało się do naszych czasów (np. brama św. Seweryna w Kolonii).

## Przykłady zabytków

### Architektura sakralna

#### Katedra w Kolonii
Katedra w Kolonii, budowana już w okresie wczesnoromańskim, w okresie gotyku otrzymuje w pierwszej kolejności (1248 – 1322) prezbiterium. W 1347, po zburzeniu romańskiego korpusu rozpoczęto budowę pięcionawowej bazyliki. Zaplanowano kościół, którego długość wynosi 132,0 m a szerokość w transepcie 74,0 m. W XVI wieku (ok. 1560) część południowa korpusu otrzymała sklepienia i budowę przerwano. Dopiero w 1842, na podstawie autentycznych planów, rozpoczęto remont istniejącej części i budowę brakującej części kościoła. Z tego okresu pochodzi też większa część fasady (środkowy portal to dzieło Petera Fuchs'a z lat 1872 - 1880, po jego prawej stronie zachowały się fragmenty dekoracji z końca XIV wieku). Prace ukończono w 1880. Słynna katedra kolońska wraz z charakterystycznymi, strzelistymi wieżami o wys. 157,38 m od frontu i smukłą sygnaturką nad skrzyżowaniem naw, pochodzi zatem w swojej przeważającej części z XIX wieku.

#### Kościół Najświętszej Marii Panny w Trewirze
Kościół NMP w Trewirze (Liebfrauenkirche) ma niecodzienny, jak dla budowli gotyckich, układ. Został zbudowany w okresie wczesnogotyckim na planie centralnym a jego sklepienia nie są podparte łękami oporowymi. Plan kościoła to układ krzyża greckiego, którego ramię nawy głównej przechodzi w krótkie prezbiterium zakończone, podobnie jak pozostałe ramiona, połówkami dziesięciobocznych absyd. Pomiędzy ramionami krzyża umieszczono niewielkie kaplice z dwoma absydami. Budowę kościoła ukończono w 1244.

#### Kościół św. Elżbiety w Marburgu
Kościół św. Elżbiety w Marburgu, zbudowany z ciosów kamiennych w latach 1235 – 1283. Jest to trójnawowa hala z jednonawowym transeptem, którego ramiona, podobnie jak krótkie prezbiterium, kończą absydy zbudowane na planie połowy dwunastoboku. Poszczególne przęsła naw jedyne przęsło prezbiterium otrzymały sklepienia krzyżowe. Fasadę flankują dwie wieże.

#### Katedra w Ratyzbonie
Katedra w Ratyzbonie budowana w latach 1275 – 1534 na planie trójnawowej bazyliki z transeptem w obrysie korpusu (ramiona nie wychodzą poza linię naw bocznych). Nawy boczne i prezbiterium kończą trzy absydy na planie połowy ośmioboku. W ścianach nawy głównej umieszczono wysokie triforia (jest to układ występujący w architekturze gotyckiej w Niemczech sporadycznie). Nawy otrzymały sklepienia krzyżowe. Od strony wejścia umieszczono dwie wieże, zwieńczone dopiero w 1869. Poza obrysem naw bocznych, po bokach prezbiterium, znajdują się jeszcze zakrystia i skarbczyk dobudowane w latach późniejszych.

#### Katedra we Fryburgu Bryzgowijskim
Katedra we Fryburgu Bryzgowijskim, do istniejącej romańskiej nawy poprzecznej, w XIII wieku dodano korpus bazyliki z bardzo wysoką nawą główną. Od frontu umieszczono wysoką wieżę przykrytą ażurowym hełmem. Prezbiterium z obejściem i wieńcem kaplic zbudowano dopiero w drugiej połowie XIV wieku.

#### Kościół Najświętszej Maryi Panny w Norymberdze
Kościół Najświętszej Marii Panny w Norymberdze, trójnawowa hala zbudowana w latach 1354 – 1361 z prezbiterium zakończonym wielobocznie. Wnętrze poprzedza reprezentacyjny przedsionek z emporą zbudowany w 1355. (był to reprezentacyjny kościół Karola IV Luksemburskiego). Cechą charakterystyczną kościoła są kolumny rozdzielające nawy o gładkich trzonach z głowicami ozdobionymi ornamentami roślinnymi i figurkami ludzkimi u nasady żeber sklepiennych.

#### Katedra w Ulm
Kościół farny w Ulm, określany zazwyczaj mianem katedry, pięcionawowa hala zbudowana w latach 1377 – 1477. Wszystkie nawy boczne, przykryte sklepieniami gwiaździstymi, mają jednakową wysokość, nawa główna przechodzi bezpośrednio (bez transeptu) w krótkie prezbiterium zakończone połową dwunastoboku. Od frontu znajduje się wieża wysokości 161,53 m. Po jej bokach, w obrysie korpusu, umieszczono dwie kaplice. Dwie mniejsze wieże znajdują się po bokach prezbiterium.

#### Kościół Mariacki w Lubece
Kościół Mariacki w Lubece, budowana od 1276, ceglana, trójnawowa, sklepiona krzyżowo bazylika z trzema kaplicami na planie połowy ośmioboku. Od frontu umieszczono dwie wieże, wysokie na 124,95 m.

### Architektura świecka
- zamki obronne:
  - Ehrenfels, trzynastowieczny, rozbudowany w XV wieku
  - Miśnia ze sklepieniami z końca XV wieku
  - do tej grupy często zaliczane są zamki krzyżackie znajdujące się na terytorium Polski (np. zamek w Malborku)
- ratusze w:
  - Norymberdze, zbudowany w latach 1332 – 1340, rozbudowany w latach późniejszych a zwłaszcza w XVIII, XIX w.
  - Kolonii, z XV w., rozbudowany w drugiej połowie XVI w.
  - Münster, 1335–1395
- kamienice mieszczańskie, zwłaszcza zachowany fragment zabudowy w Norymberdze.